# L'altra domenica
L'altra domenica è stato un programma televisivo italiano trasmesso dalla Rete 2 (l'odierna Rai 2) dal 28 marzo 1976 fino al 27 maggio 1979 la domenica pomeriggio e ideato da Maurizio Barendson che affidò la conduzione degli spazi dedicati allo spettacolo a Renzo Arbore. È stata inoltre una delle prime trasmissioni Rai ad essere realizzate e trasmesse a colori già dal settembre 1976, con l'inizio della seconda edizione, in vista dell'avvio ufficiale delle trasmissioni a colori da parte della TV di Stato.

## Storia
La trasmissione nacque con l'intento di rendere più dinamica la programmazione sportiva che caratterizzava negli anni settanta la seconda rete Rai, inserendo come cuscinetto, all'interno delle dirette sportive curate da Maurizio Barendson, dei momenti musicali e interviste a personaggi del mondo dello spettacolo realizzate da Gianni Minà selezionate dall'archivio Rai. Per realizzare questa nuova trasmissione furono chiamati Ugo Porcelli e Renzo Arbore, alla prima esperienza televisiva dopo il notevole successo di Alto gradimento che, durante la settimana, visionavano il materiale da trasmettere nei momenti meno salienti della domenica; la scelta di proporre musica fu dello stesso Barendson perché ritenuta più facilmente "sfumabile" in caso di azioni sportive salienti che avrebbero dovuto richiedere la linea; allo stesso modo, quando le azioni di gare automobilistiche, ciclistiche o calcistiche perdevano di interesse, il giornalista lasciava la linea ad Arbore. In questa prima versione, la diretta aveva una durata di oltre quattro ore.
Dopo pochi mesi, tuttavia, ci si rese conto che la parte dedicata allo spettacolo soffriva dell'invadenza del tema sportivo e, dall'edizione successiva, si decise di separare i due segmenti dedicando ad Arbore e Porcelli, a quel punto unici protagonisti dello spettacolo, un programma di settanta minuti, poi aumentati a novanta fino a raggiungere le due ore. Il programma cambiò anche formula, dando maggior spazio alla comicità e a personaggi esordienti, molti dei quali provenienti dalle realtà televisive locali come Andy Luotto - "cugino americano" di Arbore che sapeva dire solo "buono" o "nobbuono" - Roberto Benigni - che si proponeva come uno strampalato critico cinematografico con manie di persecuzione - Mario Marenco - che realizzò una parodia del giornalista Rai Vittorio Orefice facendosi chiamare "Mister Ramengo" - e Maurizio Nichetti insieme a Guido Manuli - che realizzarono cartoni animati sotto la firma di GASAD (Gruppi A Sinistra dell'Altra Domenica), Michael Pergolani inviato da Londra insieme al pittore Galeazzo Nardini autore di servizi sulla musica che ospitarono per primi in Italia band punk rock come Sex Pistols e Ramones. Altri personaggi furono Fabrizio Zampa da Londra, Françoise Rivière da Parigi, Giorgio Bracardi, Patrizia Schisa, Fiorella Gentile, Milly Carlucci, Mimma Nocelli, Silvia Annicchiarico, Le Sorelle Bandiera, Otto e Barnelli, Isabella Rossellini da New York.
Considerato come un programma innovativo per il panorama televisivo italiano degli anni settanta, fu la prima trasmissione a proporre dei giochi telefonici in diretta televisiva, promuovendo così l'interazione diretta con il pubblico da casa facendo tesoro dell'esperienza già maturata nella radiofonia: nacquero così dei semplici giochi, come Indovina indovinello dove sta la Caramello?, attraverso i quali si potevano anche vincere delle modeste somme.
Il programma, grazie anche alle politiche di austerity che portarono la maggior parte degli italiani a rinunciare a uscire di casa nella giornata domenicale, ottenne un notevole successo di pubblico e critica, per merito anche delle innovazioni proposte nella confezione del varietà, considerato dallo stesso conduttore un esempio di eredità dell'avanspettacolo degli anni trenta.
Anche l'utilizzo delle telefonate in diretta e di diversi tormentoni, tecniche già utilizzate da Arbore durante l'esperienza radiofonica, contribuì ad accrescere la popolarità della trasmissione e a renderla di culto.
Un'altra motivazione del successo del programma fu, sempre secondo Renzo Arbore, la diretta contrapposizione con il contenitore domenicale trasmesso dalla Rete 1, Domenica in, di Corrado, nato nell'ottobre 1976 e realizzato con un'impronta tradizionalista proprio per fare concorrenza alla trasmissione della seconda rete, andando a sostituire il meno appetibile Pomeriggio domenicale. 
La coesistenza dei due programmi, contribuiva a diversificare l'offerta televisiva e aumentava la platea televisiva, attirando anche il pubblico che dalla televisione richiedeva spregiudicatezza comica e satira, fino a quel momento poco presente sul piccolo schermo. Nella primavera del 1979, quando la trasmissione terminò il suo ciclo, l'ascolto medio era di quattro milioni di telespettatori.

## Sigle
La sigla iniziale era All Nite Long eseguita dai Ruben & The Jets, mentre quella finale era Fatti più in là, interpretata dalle Sorelle Bandiera. Altra sigla della trasmissione era L'altra domenica, sempre interpretata dalle Sorelle Bandiera.

## Controversie
Nel 1980, a un anno dalla conclusione della trasmissione, il cast fu protagonista del film Il pap'occhio, censurato per molti anni a causa della satira diretta contro papa Giovanni Paolo II, girato quasi interamente nella reggia di Caserta, fatta eccezione per la scena dell'arrivo in Vaticano, girata effettivamente in loco in un solo take a causa della totale assenza di permessi.

## L'altra domenica Una Tantum
Il 4 marzo 1979 è in onda una puntata speciale in prima serata intitolata "L'altra domenica - Una tantum Edizione della sera".

## L'altro sabato... Di domenica(2018)
Il format viene ripreso nel 2018 con la realizzazione di L'altro sabato... Di domenica, speciale puntata omaggio condotta da Silvia Salemi con la partecipazione di Renzo Arbore, in onda il 17 agosto su Rai Premium.